# بطاطا معدلة وراثيا

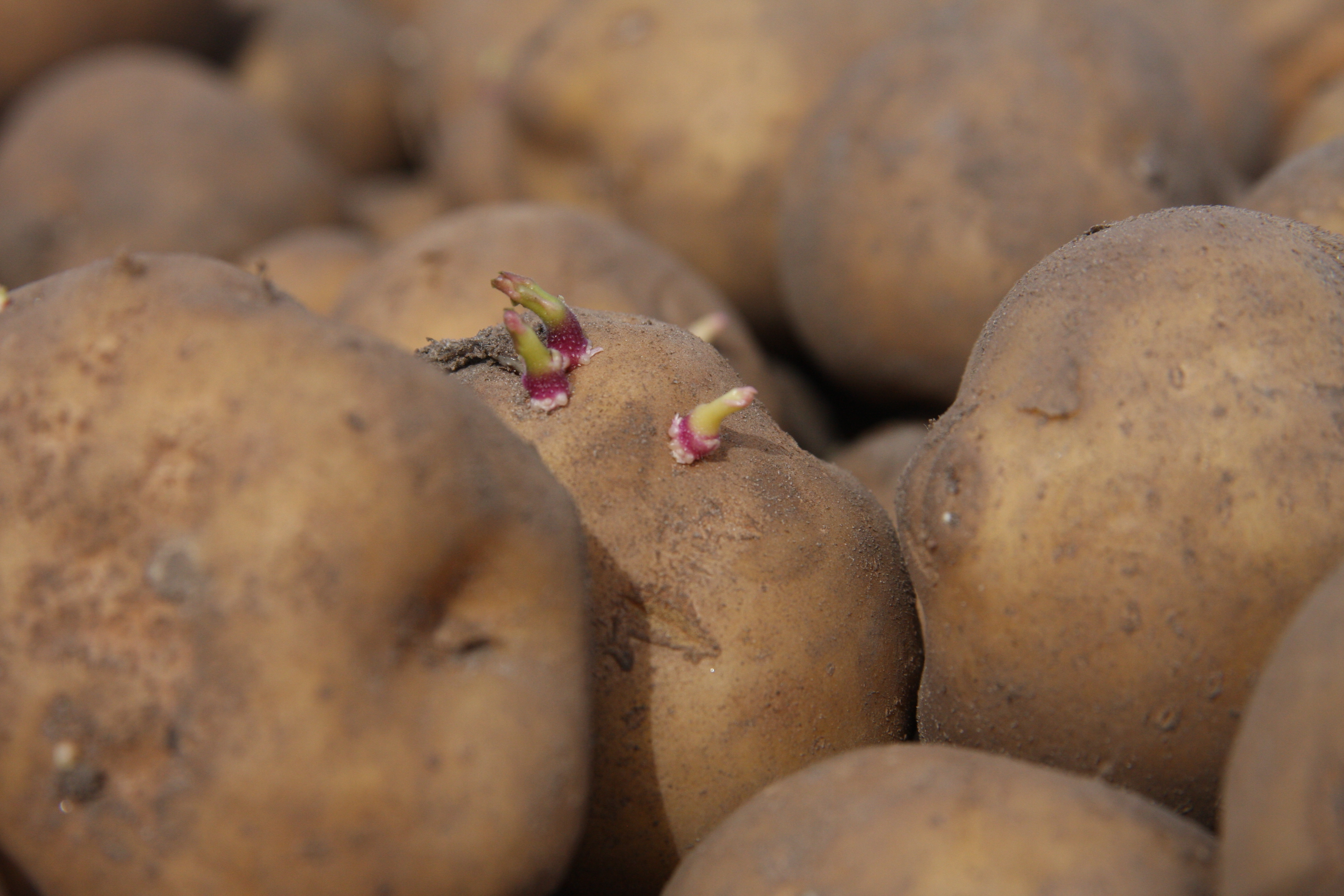
بطاطس أمفلورا ، معدلة لإنتاج نشا أميلوبكتين نقي

البطاطا المعدلة وراثيا (بالإنجليزية: Genetically modified potato)‏هي البطاطس التي خضعت جيناتها للتعديل باستخدام الهندسة الوراثية . وذلك من أجل إدخال مقاومة الآفات ، وتعديل كميات بعض المواد الكيميائية التي ينتجها النبات ، ومنع الدرنات ذات اللون البني أو التي عليها كدمات. وافقت وزارة الزراعة الأميركية على أول بطاطس (بطاطا) معدلة وراثيا تتم زراعتها تجاريا على أن يتم استخدام الأصناف المعدلة فقط لإنتاج كميات كبيرة من النشا للاستخدام الصناعي ، وليس للاستهلاك الغذائي.
 